# العلاقات الهندية الغينية
العلاقات الهندية الغينية هي العلاقات الثنائية التي تجمع بين الهند وغينيا.

## مقارنة بين البلدين
هذه مقارنة عامة ومرجعية للدولتين:
| وجه المقارنة                                              | الهند                       | غينيا       |
| --------------------------------------------------------- | --------------------------- | ----------- |
| المساحة (كم2)                                             | 3.29 مليون                  | 245.86 ألف  |
| عدد السكان (نسمة)                                         | 1.35 مليار                  | 12.72 مليون |
| الكثافة السكانية (ن./كم²)                                 | 410.33                      | 51.74       |
| العاصمة                                                   | نيودلهي                     | كوناكري     |
| اللغة الرسمية                                             | اللغة الهندية، لغة إنجليزية | لغة فرنسية  |
| العملة                                                    | روبية هندية                 | فرنك غيني   |
| الناتج المحلي الإجمالي (بليون دولار)                      | 2.60 تريليون                | 10.50 مليار |
| الناتج المحلي الإجمالي (تعادل القوة الشرائية) بليون دولار | 8.00 تريليون                | 15.24 مليار |
| الناتج المحلي الإجمالي الاسمي للفرد دولار أمريكي          | 1.60 ألف                    | 531         |
| الناتج المحلي الإجمالي للفرد دولار أمريكي                 | 5.70 ألف                    | 1.22 ألف    |
| مؤشر التنمية البشرية                                      | 0.609                       | 0.411       |
| رمز المكالمات الدولي                                      | +91                         | +224        |
| رمز الإنترنت                                              | .in، .भारत ‏، .بھارت ‏،        | .gn         |
| المنطقة الزمنية                                           | ت ع م+05:30، توقيت الهند    | 00          |

## منظمات دولية مشتركة
يشترك البلدان في عضوية مجموعة من المنظمات الدولية، منها:
| علم المنظمة | اسم المنظمة                        | تاريخ انضمام الهند | تاريخ انضمام غينيا |
| ----------- | ---------------------------------- | ------------------ | ------------------ |
|             | يونسكو                             | 4 نوفمبر 1946      | 2 فبراير 1960      |
|             | الفريق المعني برصد الأرض           | ?                  | ?                  |
|             | مؤسسة التمويل الدولية              | 20 يوليو 1956      | 22 أكتوبر 1982     |
|             | منظمة حظر الأسلحة الكيميائية       | ?                  | ?                  |
|             | مؤسسة التنمية الدولية              | 24 سبتمبر 1960     | 26 سبتمبر 1969     |
|             | منظمة التجارة العالمية             | 1995               | 25 أكتوبر 1995     |
|             | وكالة ضمان الاستثمار متعدد الأطراف | 6 يناير 1994       | 5 أكتوبر 1995      |
|             | الاتحاد البريدي العالمي            | ?                  | ?                  |
|             | منظمة الشرطة الجنائية الدولية      | ?                  | ?                  |
|             | الأمم المتحدة                      | 30 أكتوبر 1945     | 12 ديسمبر 1958     |
|             | البنك الدولي للإنشاء والتعمير      | 27 ديسمبر 1945     | 28 سبتمبر 1963     |
|             | البنك الإفريقي للتنمية             | ?                  | ?                  |

## وصلات خارجية
- موقع وزارة الخارجية الهندية